# Lauromacromia picinguaba
Lauromacromia picinguaba är en trollsländeart som beskrevs av Carvalho et al. 2004. Lauromacromia picinguaba ingår i släktet Lauromacromia och familjen skimmertrollsländor. Inga underarter finns listade i Catalogue of Life.